# Pedrão
Pedrão é um município brasileiro do estado da Bahia. 